# Metaponto

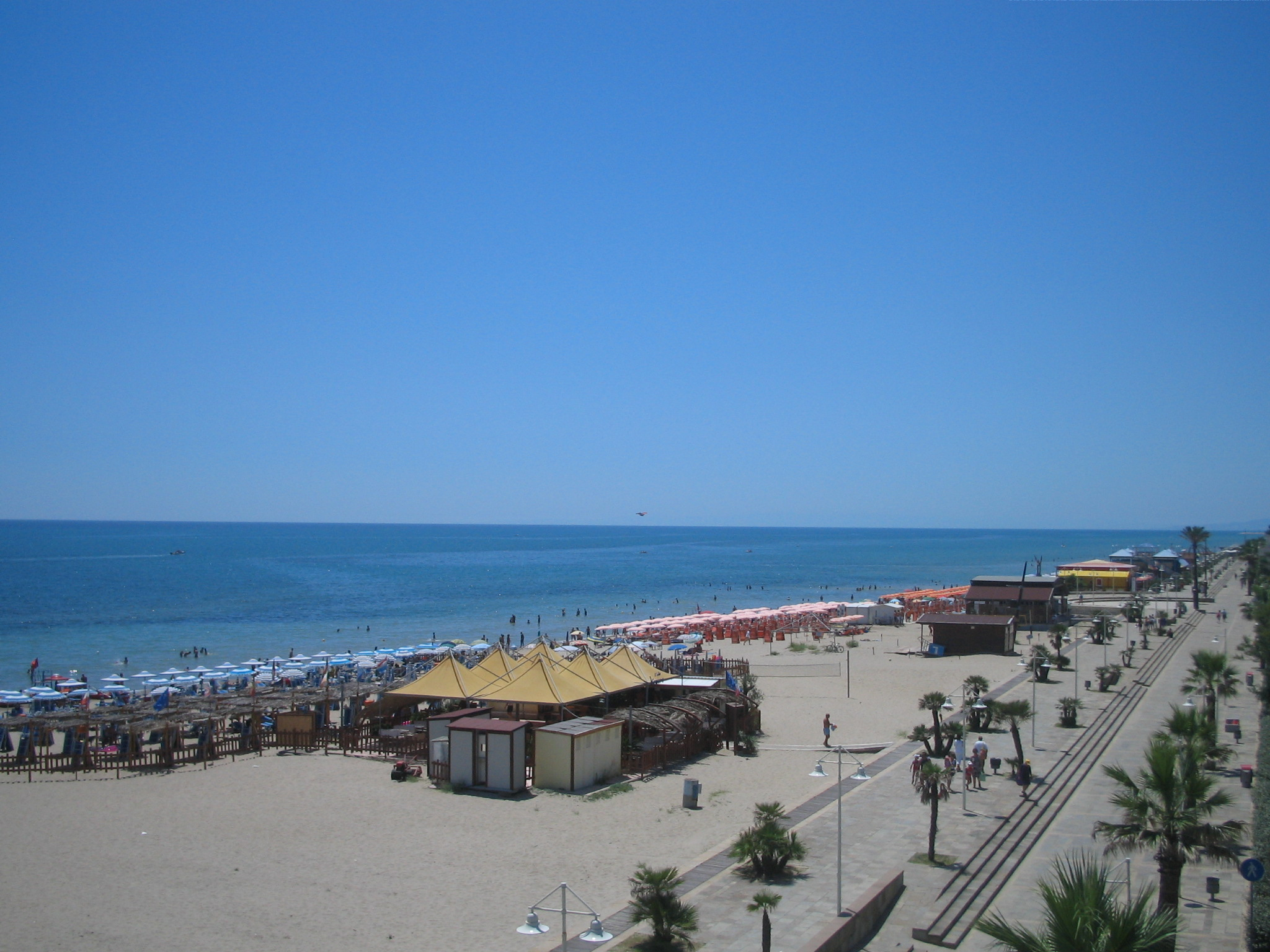
Strand von Metaponto (2009)

Metaponto ist eine rund 1000 Einwohner zählender Teil der Gemeinde Bernalda in der Provinz Matera in der italienischen Region Basilikata. Das Städtchen wurde ursprünglich von den Griechen, zwischen 700 und 690 vor Christus, als Metapontion (Metapont) gegründet, und verfügt daher über zahlreiche Zeitzeugen aus der Zeit Magna Graecias.
Metaponto lebt vorwiegend vom Sommertourismus und verfügt über einen beliebten Strand, über mehr als zwanzig Campingplätze und ein Dutzend Hotels. Der Bahnhof von Metaponto liegt am Abzweig der Bahnstrecke Battipaglia–Metaponto von der Bahnstrecke Tarent–Reggio di Calabria.